# Stadio Tommaso Fattori
Het Stadio Tommaso Fattori is een multifunctioneel stadion in L'Aquila, een stad in Italië. In het stadion is plaats voor 9.285 toeschouwers. Het stadion werd geopend in 1933. Het stadion is ontworpen door architect Paolo Vietti-Violi. In het verleden werd dit stadion ook Stadio del Littorio, Stadio XXVIII Ottobre en Stadio Municipal genoemd.
Het stadion wordt vooral gebruikt voor voetbal- en rugbywedstrijden, de voetbalclub L'Aquila 1927 en de rugbyclub L'Aquila Rugby maken gebruik van dit stadion. Er werd ook gebruik gemaakt van dit stadion voor voetbalwedstrijden op de Olympische Zomerspelen van 1960.

## Interlands
| Voetbalinterlands | Voetbalinterlands | Voetbalinterlands                         | Voetbalinterlands | Voetbalinterlands | Voetbalinterlands |
| №                 | Datum             | Wedstrijd                                 | Uitslag           | Competitie        | Toeschouwers      |
| ----------------- | ----------------- | ----------------------------------------- | ----------------- | ----------------- | ----------------- |
| 1                 | 26 augustus 1960  | Hongarije – India                         | 2–1               | Olympische Spelen | 3.500             |
| 2                 | 29 augustus 1960  | Verenigde Arabische Republiek – Bulgarije | 0–2               | Olympische Spelen | 1.634             |
| 3                 | 1 september 1960  | Tunesië – Denemarken                      | 1–3               | Olympische Spelen | 1.204             |